# Ferrovia Zvolen-Vrútky
La Ferrovia Zvolen-Vrútky (o Linea 170, secondo la numerazione slovacca) è una linea ferroviaria della Slovacchia centrale, situata interamente nel territorio nazionale, che collega le città di Zvolen e Vrútky, passando per Banská Bystrica e Martin.

## Storia

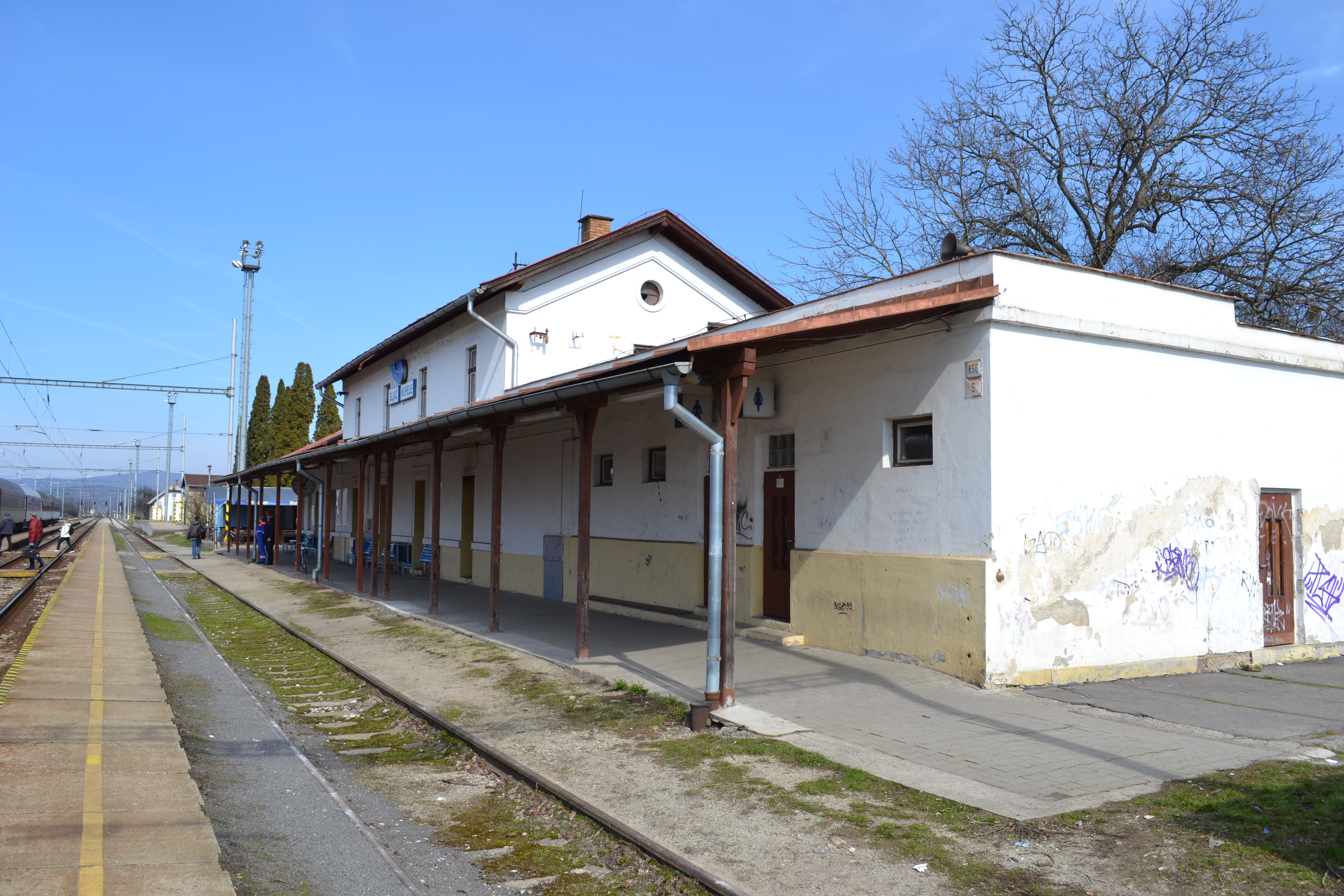
La stazione di Sliač kúpele

Il tracciato originario della linea faceva parte dell'itinerario della ferrovia ungherese del nord, da Budapest a Vrútky, via Salgótarján, Lučenec e Zvolen. La tratta compresa tra Dolná Štubňa e Vrútky venne messa in funzione il 12 agosto 1872, quella tra Zvolen e Banská Bystrica il 3 settembre 1873. Il tratto mancante, tra Dolná Štubňa e Banská Bystrica, venne inaugurato il 19 dicembre 1940 alla presenza delle autorità del tempo, tra cui il presidente della prima Repubblica slovacca Jozef Tiso e il ministro Alexander Mach.
La linea nel tratto da Vrútky a Martin è stata elettrificata a partire dal 22 novembre 1982, mentre quella tra Zvolen e Banská Bystrica dal 10 dicembre 2006.

## Percorso
Per l'intero percorso la ferrovia è a binario unico, fatta eccezione per il tratto tra Vrútky e Diviaky, che è a doppio binario. 
|  | Continuation backward |

|  | Station on track |

|  | Unknown route-map component "ABZgr" |

|  | Junction both to and from right |

|  | Stop on track |

|  | Station on track |

|  | Stop on track |

|  | Stop on track |

|  | Station on track |

|  | Station on track |

|  | Stop on track |

|  | Unknown route-map component "hKRZWae" |

|  | Station on track |

|  | Unknown route-map component "KMW" |

| 21,383 |
| 0,000  |

|  | Unknown route-map component "ABZgr" |

|  | Unknown route-map component "SKRZ-G4u" |

|  | Enter and exit tunnel |

|  | Station on track |

|  | Unknown route-map component "STRo" |

|  | Enter and exit tunnel |

|  | Enter and exit tunnel |

|  | Station on track |

|  | Unknown route-map component "SKRZ-G2o" |

|  | Enter and exit tunnel |

|  | Enter and exit tunnel |

|  | Unknown route-map component "STRo" |

|  | Enter and exit tunnel |

|  | Enter and exit tunnel |

|  | Enter and exit tunnel |

|  | Enter and exit tunnel |

|  | Enter and exit tunnel |

|  | Stop on track |

|  | Enter and exit tunnel |

|  | Enter and exit tunnel |

|  | Enter and exit tunnel |

|  | Station on track |

|  | Enter and exit tunnel |

|  | Enter and exit tunnel |

|  | Enter and exit tunnel |

|  | Enter and exit tunnel |

|  | Enter and exit tunnel |

|  | Station on track |

|  | Enter and exit tunnel |

|  | Enter and exit tunnel |

|  | Enter and exit tunnel |

|  | Enter and exit tunnel |

|  | Unknown route-map component "SKRZ-G2o" |

|  | Station on track |

|  | Unknown route-map component "STRo" |

|  | Unknown route-map component "STRo" |

|  | Stop on track |

|  | Unknown route-map component "ABZg+l" |

|  | Unknown route-map component "KMW" |

| 40,670  |
| 279,677 |

|  | Stop on track |

|  | Station on track |

|  | Stop on track |

|  | Stop on track |

|  | Small non-passenger station on track |

|  | Unknown route-map component "hKRZWae" |

|  | Stop on track |

|  | Unknown route-map component "hKRZWae" |

|  | Station on track |

|  | Stop on track |

|  | Unknown route-map component "SKRZ-G2u" |

|  | Station on track |

|  | Unknown route-map component "SKRZ-G2u" |

|  | Stop on track |

|  | Small non-passenger station on track |

| 310,250 |
| 0,000   |

| Unknown route-map component "STR+l" | Junction both to and from right |  |

| Unknown route-map component "ABZqr" | Unknown route-map component "ABZg+r" |  |

|  | Station on track |

|  | Continuation forward |